# NGC 2910
NGC 2910 ist die Bezeichnung für einen offenen Sternhaufen im Sternbild Segel des Schiffs. NGC 2910 hat einen Durchmesser von 6 Bogenminuten und eine scheinbare Helligkeit von 7,2 mag. Das Objekt wurde am 10. April 1834 von John Herschel entdeckt.